# Pierre Louki
Pierre Louki (25 de julio de 1920 – 21 de diciembre de 2006) fue un actor, letrista y cantante de nacionalidad francesa. 

## Biografía
Su verdadero nombre era Pierre Varenne, y nació en Brienon-sur-Armançon, Francia, siendo su padre Georges Varenne, un profesor comunista deportado y muerto en Auschwitz.
Perteneciente a la resistencia durante la ocupación nazi, y relojero, practicó el teatro en Auxerre antes de dedicarse a él en París a principio de los años 1950. Fue sobre todo actor, conociendo en París a Roger Blin y a Jean-Louis Barrault. Actuó en Esperando a Godot, bajo dirección de Roger Blin, y en Marée basse, de Jean Duvignaud, en 1956 en el Théâtre des Noctambules, también bajo la dirección de Roger Blin. 
Al mismo tiempo se dedicaba a escribir canciones, dándose a conocer en 1954 con La Môme aux boutons, tema cantado por Lucette Raillat. En total escribió unas 200 canciones, las cuales interpretaba él mismo o artistas como Lucette Raillat, Catherine Sauvage, Francesca Solleville, Isabelle Aubret, Les Frères Jacques, Juliette Gréco, Jean Ferrat, Philippe Clay, Colette Renard, Annie Cordy o Claire Elzière, entre otros. 
Tuvo amistad con Georges Brassens, que le compuso algunos temas, y con el cual hizo varias giras, dedicándole un libro de recuerdos.
Pierre Louki también fue conocido como autor e intérprete teatral, con piezas representadas en diversos teatros o emitidas por la radio por France Culture. Para la pequeña pantalla, participó en numerosas emisiones de Jean-Christophe Averty.
En septiembre de 2016 se publicó Quelques confidences, un libro autobiográfico.
Pierre Louki falleció en 2006, siendo enterrado en Brienon-sur-Armançon.

## Premios
- 1972 : Premio de la Academia Charles-Cros
- 1999 : Premio André-Didier Mauprey de la SACEM

## Obras teatrales
- 1945 : La Revue des Capucines, libreto de Pierre Louki, Mauricet, Serge Veber, música de Mitty Goldin, Perre Mercier, Raoul Moretti, escenografía de Louis Blanche, Théâtre des Capucines[2]
- 1971 : Allo! c'est toi Pierrot ?, de Pierre Louki, escenografía de Roland Monod, Théâtre Hébertot
- 1975 : C'est pas mon frère, de Pierre Louki, escenografía de Christian Dente, Théâtre de l'Est parisien
- 1990 : La Guerre aux asperges, escrita e interpretada por Pierre Louki, Théâtre La Bruyère

## Libros
- Numerosas obras infantiles, como Un papá increíble (Alfaguara, 1985)
- Louki, Pierre (1999).  Pirot, ed. Avec Brassens : Récit (en francés). Saint-Cyr-sur-Loire. ISBN 2868081290.
- Louki, Pierre (2006).  C. Pirot, ed. Quelques confidences : récit (en francés). Saint-Cyr-sur-Loire. ISBN 9782868082459.